# La vita è una danza
La vita è una danza (in francese En corps, titolo internazionale Rise) è un film del 2022 diretto da Cédric Klapisch.

## Trama
Élise è una giovane ballerina dell'Opéra di Parigi. Una sera, durante la messa in scena de La Bayadère, scopre che il suo ragazzo la tradisce e nell'agitazione subisce un grave infortunio alla caviglia. Il medico le comunica che è necessario un riposo di due anni. La notizia indispone suo padre e le sorelle, poiché il balletto era la passione della madre, deceduta quando Élise studiava danza con il sogno di diventare étoile. Pronta tuttavia a rinunciare, Élise decide di lavorare e segue un'amica e il suo compagno, cuochi itineranti, in una maison per artisti in Bretagna. Una mattina, arriva in residenza una nota compagnia di danza contemporanea. In questo nuovo mondo, a contatto con la natura, fra persone accoglienti, buona cucina e danze tribali, Élise intraprende un percorso di rinascita, sia fisica sia mentale, e quando tornerà a Parigi ogni aspetto della sua vita sarà cambiato.

## Produzione
Il film è il quattordicesimo lungometraggio di Cédric Klapisch, che lo ha scritto insieme a Santiago Amigorena, suo collaboratore per la quinta volta. Le riprese durarono nove settimane, dal 21 dicembre 2020 al 30 marzo 2021, in piena pandemia di COVID-19. Le location includono Réminiac e Saint-Pierre-Quiberon in Bretagna, il Théâtre du Châtelet e La Villette a Parigi.
Il regista, noto appassionato di danza, ha selezionato per il suo film ballerini di professione. La protagonista è interpretata da Marion Barbeau, prima ballerina dell'Opéra di Parigi nel suo primo ruolo da attrice. Il ruolo del coreografo di danza contemporanea è ricoperto da Hofesh Shechter. Nel film, la coreografia che mette in scena è Political Mother, una sua creazione del 2010.

## Colonna sonora
La colonna sonora ufficiale di En corps, distribuita da Because Music a partire dal 30 marzo 2022 in digitale, comprende le tracce composte da Hofesh Shechter per il suo spettacolo del 2011 Political Mother: The Choreographer's Cut. Il film contiene inoltre estratti di Minkus (La Bayadère), Monteverdi, Chopin e Bach.

### Tracce
1. The Open - 2:14
2. Chopping Water - 2:33
3. Sunrise - 2:50
4. Clubbing - 2:18
5. Lo Levad - 1:50
6. Moon Jam - 3:54
7. That Night in Brazil - 1:36
8. Tapwan - 3:35
9. Flashback - 1:53

## Distribuzione
Il trailer francese è stato diffuso il 10 febbraio 2022. Il film è stato distribuito nelle sale francesi e belghe a partire dal 30 marzo 2022, e in DVD e Blu-ray il 3 agosto 2022. Nelle sale italiane è uscito il 6 ottobre 2022. In occasione dell'uscita del film in Francia, Canal+ diffuse un documentario di 43 minuti, intitolato Pas de deux avec Cédric Klapisch in cui si racconta la genesi del film.

## Accoglienza
La pellicola ha incassato quasi 10 milioni di dollari. Thierry Lacaze di StudioCanal ha sostenuto di essere stato stupito dall'affluenza nelle sale. A un mese dall'uscita, si aggiunsero altre proiezioni su richiesta dei cinema e la distribuzione si protrasse per oltre quattro mesi. Sul sito francese AlloCiné, il voto della stampa è di 3,4/5 basato su 33 recensioni, il voto del pubblico è 4,1/5.

## Riconoscimenti
- 2023 - Premio César
  - Candidatura per il miglior film a Bruno Levy e Cédric Klapisch
  - Candidatura per il miglior regista a Cédric Klapisch
  - Candidatura per il migliore attore non protagonista  a François Civil
  - Candidatura per il migliore attore non protagonista  a Pio Marmaï
  - Candidatura per la migliore promessa femminile a Marion Barbeau
  - Candidatura per la migliore sceneggiatura originale a Cédric Klapisch e Santiago Amigorena
  - Candidatura per la migliore fotografia a Alexis Kavyrchine
  - Candidatura per il miglior montaggio a Anne-Sophie Bion
  - Candidatura per il miglior sonoro a Cyril Moisson, Nicolas Moreau e Cyril Holtz

- 2023 - Premio Lumière
  - Candidatura per la rivelazione femminile a Marion Barbeau
- 2022 - The American French Film Festival
  - Premio del pubblico giovani per il miglior film
- 2022 - Rendez-Vous with French Cinema
  - Premio del pubblico per il miglior film
- 2022 - Semiramis Award for Excellence in Casting
  - Candidatura al Premio Semiramis a Constance Demontoy